# زمان متریک
زمان متریک (انگلیسی: Metric time) یک سیستم پیشنهادی برای اندازه‌گیری زمان است که در آن روز به ۱۰ ساعت تقسیم می‌شود و هر ساعت به ۱۰۰ دقیقه و هر دقیقه به ۱۰۰ ثانیه تقسیم می‌شود. این سیستم در تضاد با سیستم زمان‌سنجی فعلی است که در آن روز به ۲۴ ساعت، هر ساعت به ۶۰ دقیقه و هر دقیقه به ۶۰ ثانیه تقسیم می‌شود.
زمان متریک هرگز به‌طور گسترده پذیرفته نشد، اما چندین بار در طول تاریخ پیشنهاد شده است. یکی از اولین پیشنهادها توسط ریاضیدان فرانسوی، ژوزف لوئی لاگرانژ در سال ۱۷۹۴ ارائه شد. او سیستمی را پیشنهاد کرد که در آن روز به ۱۰ ساعت، هر ساعت به ۱۰۰ دقیقه و هر دقیقه به ۱۰۰ ثانیه تقسیم می‌شد.
در طول انقلاب فرانسه، تلاش دیگری برای معرفی زمان متریک انجام شد. در سال ۱۷۹۳، دولت انقلابی فرانسه یک تقویم جدید را اتخاذ کرد که در آن هفته به ۱۰ روز و روز به ۱۰ ساعت تقسیم می‌شد. با این حال، این تقویم در سال ۱۸۰۵ کنار گذاشته شد.
در قرن نوزدهم و بیستم، پیشنهادهای دیگری برای زمان متریک ارائه شد، اما هیچ‌کدام از آنها موفق نشدند. یکی از دلایل این امر این است که سیستم زمان‌سنجی فعلی به خوبی جا افتاده است و تغییر آن دشوار خواهد بود. دلیل دیگر این است که زمان متریک مزایای آشکاری نسبت به سیستم زمان‌سنجی فعلی ندارد.
با این حال، زمان متریک هنوز هم توسط برخی از افراد به عنوان یک سیستم زمان‌سنجی بالقوه برتر دیده می‌شود. استدلال می‌شود که این سیستم منطقی‌تر و سازگارتر با سیستم متریک اندازه‌گیری است. همچنین استدلال می‌شود که محاسبات زمان را آسان‌تر می‌کند.
مشخص نیست که آیا زمان متریک تا به حال به‌طور گسترده پذیرفته خواهد شد یا خیر. با این حال، یک پیشنهاد جالب است که ارزش بررسی دارد.